# Oh No!
«Oh No!» es el cuarto sencillo de la cantautora galesa Marina and the Diamonds de su álbum debut, The Family Jewels. Fue lanzado el 2 de agosto de 2010.

## Antecedentes
Escrito en un viaje a Los Ángeles una semana después de The Family Jewels fue dominado, "Oh No!". Ésta fue la última pista para completar el álbum. Diamandis explicó:
""Oh no!" Fue escrita en respuesta a estar asustado de no alcanzar lo que yo digo que quiero lograr cada vez que abro mi bocota. Es mi segunda parte de "Mowgli's Road". Estaba paralizada por el miedo que tenía antes de mi viaje a los Estados Unidos y no podía dejar de pensar en ser un fracaso y estaba convencida de que me había convertido en una profecía auto-cumplida si mi cerebro no se callaba y dejar de ser tan negativo. Así que me puse en una canción. "Mowgli's Road", cuestionó quién quiero ser, "Oh no!" lo confirma. Me hizo sentir confianza de nuevo después de un temblor de 6 meses. ¡La vida es sólo un barril de risas al final del día, de todos modos!"
Greg Kurstin, quien produjo la canción, dijo, "en realidad yo había admirado su trabajo desde hace mucho tiempo. Viendo que yo estaba en Los Angeles, le pregunté si quería escribir conmigo y (la canción) salió muy bien. Es grande en realidad, es muy fácil trabajar con ella. Me gusta mucho su estilo de producción también".
El instrumental de "Oh No!" se utilizó para anunciar la serie estadounidense The Big Bang Theory en la E4 en el Reino Unido.
Ella cantó la pista en Little Brother Big Brother, un spin off espectáculo de la realidad show Big Brother del Reino Unido en 2010 en E4 en el Reino Unido e Irlanda.
La canción fue utilizada en una promoción para el show en MTV Awkward en 2013.
La canción está en el videojuego Just Dance 4.

## Video musical
El video musical de "Oh No!" fue dirigido por Kinga Burza y filmado el 10 de junio de 2010. Fue lanzado el 28 de junio de 2010. Diamandis dijo que el video musical fue influenciado por 1990, los dibujos animados y el viejo "surrealista de neón". Burza dijo que el concepto del video se deriva de la letra de "Oh No!" que hace referencia está obsesionada con el consumismo, el éxito, el dinero y la fama. El video musical cuenta con una secuencia de baile con cuatro bailarinas que fue coreografiado por David Leighton. Él describió la rutina como peculiar y "muy pop bubblegum". El estilista para el video fue Celestine Cooney que eligió para ofrecer equipos de Christopher Kane, Henry Holland y Ashish Soni.

## Lista de canciones
- UK CD sencillo

1. "Oh No!" – 3:02
2. "Starstrukk" – 4:44

- UK iTunes EP[7]

1. "Oh No!" – 3:02
2. "Oh No!" (Active Child Remix) – 3:53
3. "Oh No!" (Grum Remix) – 4:22
4. "Oh No!" (Steve Pitron and Max Sanna Remix) – 7:28
5. "Oh No!" (Jaymo & Andy George's Moda Mix) – 4:02

- UK 7" sencillo

1. "Oh No!" – 3:02
2. "Oh No!" (Active Child Remix)

## Posiciones
| País (Lista 2010)                | Mejor posición |
| -------------------------------- | -------------- |
| Escocia (Scottish Singles Chart) | 33             |
| Reino Unido (UK Singles Chart)   | 38             |